# گلدکا
گلدکا (به بلغاری: Gledka) یک منطقهٔ مسکونی در بلغارستان است که در شهرستان استامبولوو واقع شده‌است.